# Недоверчивый
«Недоверчивый» — комедия древнегреческого драматурга Менандра (IV—III века до н. э.), от которой сохранился только один короткий фрагмент в три с половиной строки, приведённый другим античным автором. В нём неизвестный персонаж говорит, что старик, получив деньги, обязательно сделает распорядительницей в доме только что купленную служанку (фрг. 254). О времени написания и сюжете пьесы ничего не известно.